# NK Domžale
NK Domžale (Nogometni klub Domžale, česky fotbalový klub Domžale) je slovinský fotbalový klub sídlící ve městě Domžale. Byl založen roku 1921. Hřištěm klubu je stadion s názvem Športni Park s kapacitou 3 212 diváků.

## Úspěchy
- 2× vítěz 1. slovinské ligy (2006/07, 2007/08)[1]
- 1× vítěz slovinského fotbalového poháru (2010/11)[2]
- 2× vítěz slovinského Superpoháru (2007, 2011)[3]